# Аралези

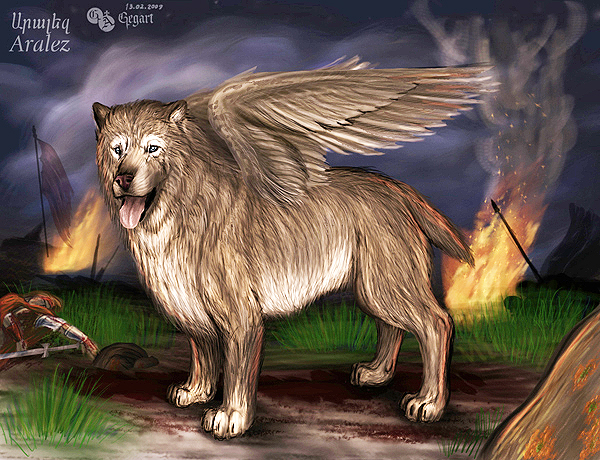
«Аралез на полі битви». Арутюнян Г. А.

Арале́зи (вірм. Արալեզ) — у вірменській міфології духи у вигляді крилатих собак, які спускалися з неба, щоб воскресити полеглих у боях, зализуючи їхні рани.

## Зовнішній вигляд
Зовні аралези найбільше були схожі на аборигенних собак Вірменського нагір'я — вірменських вовкодавів — гампрів, які, можливо, і стали прообразом аралезів.

## Відображення в міфології
Одне з перших описів аралезів та їх функцій зробив вірменський історик кінця IV–V століть Фавстос Бузанда.
Також, згідно з однією з легенд, записаних істориком V століття Мовсесом Хоренаці, аралези воскресили Ара Прекрасного, який був смертельно поранений в кровопролитній битві з армією ассирійської цариці Шамірам (Семіраміди).

## Походження назви
Етимологія слова «аралез», як пише Езнік, цілком визначає роль цих духів. Воно складається з коріння «іар» — «безупинно» і «лізум» — лизати.